# Sidi Abed
Sidi Abed (en àrab سيدي عابد, Sīdī ʿĀbid; en amazic ⵙⵉⴷⵉ ⵄⴰⴱⴷ) és una comuna rural de la província d'El Jadida, a la regió de Casablanca-Settat, al Marroc. Segons el cens de 2014 tenia una població total de 22.980 persones.